# Tricogramma
Il tricogramma è un esame medico, molto diffuso in tricologia e illustrato per la prima volta da Van Scott nel 1957, che fornisce informazioni sullo stato di salute dei capelli e su eventuali anomalie o malattie del cuoio capelluto, come l'alopecia areata e l'alopecia diffusa; è usato per determinare l'entità della caduta dei capelli (defluvium o effluvium) o la distribuzione dei capelli.
Per poter eseguire un tricogramma, i capelli non devono essere stati tinti da almeno due settimane e l'ultimo lavaggio degli stessi deve essere stato effettuato almeno cinque giorni prima. Circa 50-70 capelli vengono quindi eradicati (epilazione) dal cuoio capelluto mediante un'apposita pinza, detta pinza Klemmer.
L'esame microscopico fornisce informazioni sul comportamento della crescita del capello; è possibile inoltre valutare le caratteristiche del fusto e la radice dei capelli. In un soggetto senza patologie del cuoio capelluto, circa l'80% dei capelli si trova nella fase di crescita (anagen), circa l'1% nella fase di transizione (catagen) e circa il 15-20% nella fase di riposo (telogen).
Una percentuale di capelli in telogen molto superiore al 20% può essere indicativa di alopecia androgenetica.
Il tricogramma può sostituire con efficacia una biopsia del campione pilifero prelevato, nonostante l'analisi mediante tricogramma sia prevalentemente morfologica e non direttamente istologica.